# Jordan Trovillion
Jordan Trovillion (8 settembre 1984) è un'attrice, cantante e modella statunitense.
È conosciuta soprattutto per le apparizioni nei film Trust (2010), Vanishing on 7th Street (2010) e Jack Reacher (2012).

## Filmografia parziale

### Cinema
- Trust, regia di David Schwimmer (2010)
- Vanishing on 7th Street, regia di Brad Anderson (2010)
- Jack Reacher - La prova decisiva (Jack Reacher), regia di Christopher McQuarrie (2012)

### Televisione
- Ogni casa ha i suoi segreti (Secrets in the Walls), regia di Christopher Leitch – film TV (2010)